# Кетмень (село)
Кетме́нь (каз. Кетпен) — село у складі Уйгурського району Алматинської області Казахстану. Адміністративний центр Кетменського сільського округу.
Населення — 2583 особи (2021; 2689 у 2009, 2728 у 1999, 2639 у 1989).